# Wandjina

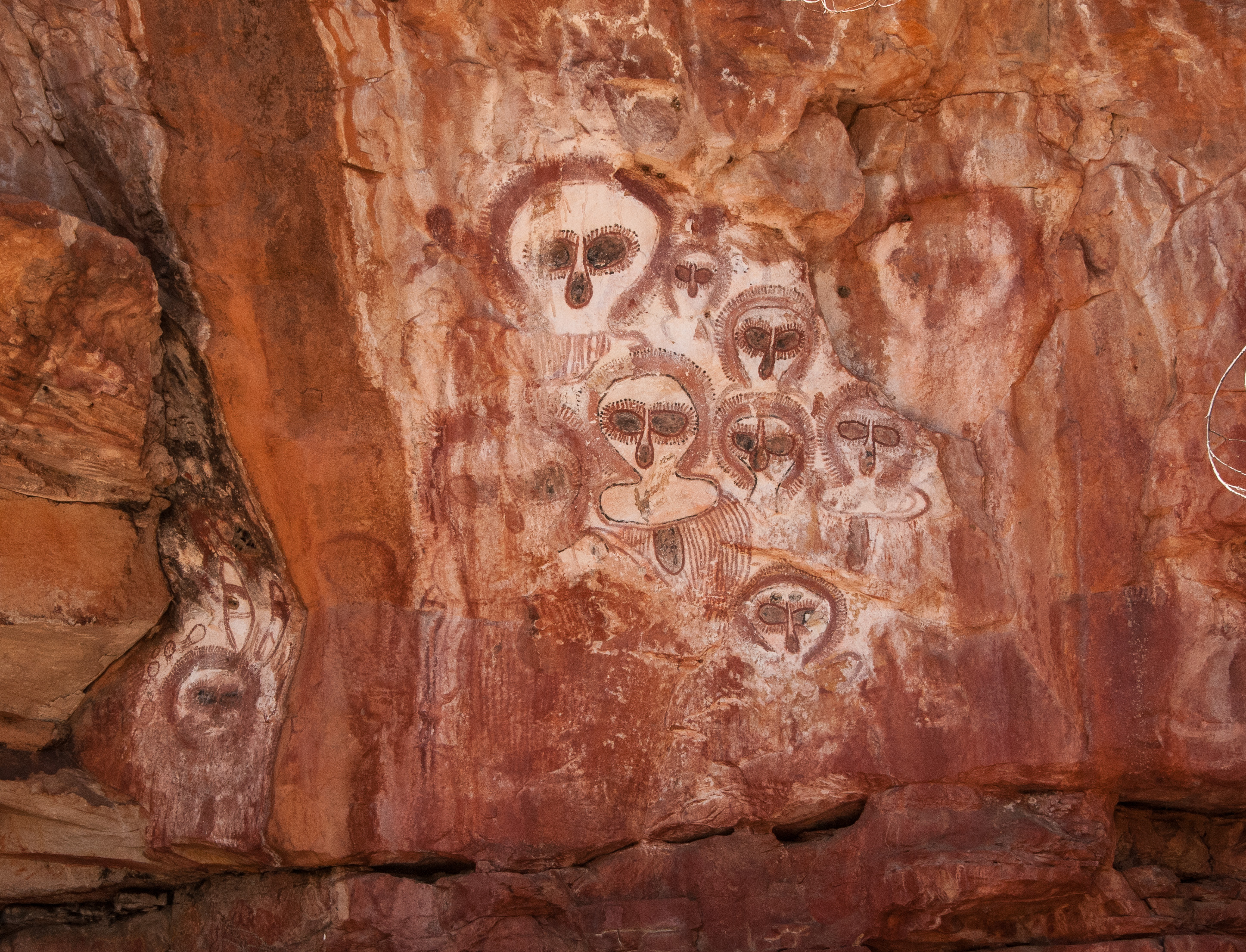
Wandjina aan de Barnett rivier, Mount Elizabeth Station, West-Australië.

De Wandjina zijn clangeesten bij de Mowanjum, Aborigines uit de buurt van Kimberley. De clangeesten, die ook gezien worden als voorouders, worden op de rotsmuren geschilderd en overgeschilderd. De mythische wezens worden verantwoordelijk gehouden voor de vorming van landschap, mens, dier en plant. Ze worden nog steeds aanbeden en verzocht de vruchtbaarheid te verhogen. Samen met de Wandjina worden de Gyorn Gyorn (ook Gwion Gwion) afgebeeld, de voorouders van de Aborigines.
De Wandjina zijn de luchthelden van een inheemse stam in Australië. Volgens de overlevering zijn de Wandjina neergedaald uit de lucht en hebben ze kennis doorgegeven wat de beschaving in Australië duizenden jaren geleden op gang zou hebben gebracht.